# 빅 히어로
《빅 히어로》(영어: Big Hero 6)는 월트 디즈니 컴퍼니가 《겨울왕국》 다음으로 선보인 장편 3D 애니메이션으로 2014년 공개되었다. 디즈니가 마블 엔터테인먼트를 인수한 이후로 첫 디즈니 마블 합작 극장 애니메이션 작품이다. 제작은 디즈니가 독자적으로 진행하지만 마블의 CCO인 조 케사다 등의 마블측 인사가 일부 감수를 맡았고 디즈니의 새 렌더러 '하이페리온'이 제작에 사용된 첫 작품. 마블 코믹스에 출연한 동명의 팀인 빅 히어로 6를 바탕으로 각색된 전연령 극장 애니메이션이다. 미국 기준으로 2014년 11월 7일에 개봉했다.

## 줄거리
미래 도시 샌프란시스코와 도쿄를 합친 샌프란소쿄에서, 14세의 고등학교 졸업생이자 로봇공학 신동인 히로 하마다는 불법 로봇 싸움에 참여하며 시간을 보낸다. 위험한 생활 방식에서 벗어나게 하려는 형 타다시는 그를 샌프란소쿄 공과대학으로 데려가고, 거기서 히로는 타다시의 절친한 친구들인 거친 고고, 신경질적인 와사비, 활기찬 허니 레몬, 만화책 팬 프레드를 만난다. 타다시는 자신이 발명한 부풀려진 의료용 로봇인 베이맥스도 소개한다. 타다시의 멘토인 로버트 캘러한 교수를 만난 후 히로는 대학에 지원하며, 그의 프로젝트인 신경 전달 장치를 사용하여 어떤 형태로든 연결될 수 있는 마이크로봇 무리로 학교의 쇼케이스에서 깊은 인상을 준다. 히로는 합격하지만, 캘러한이 건물 안에 있는 동안 화재가 발생하여 축하는 짧게 끝난다. 타다시는 캘러한을 구하기 위해 건물로 달려가지만 폭발로 사망한다.
2주 후, 히로는 의도치 않게 베이맥스를 활성화시킨다. 히로에게 남은 유일한 마이크로봇이 스스로 움직이기 시작하자, 그는 베이맥스와 함께 버려진 창고로 따라간다. 안에서 그들은 가부키 가면을 쓴 슈퍼빌런 "요카이"가 마이크로봇을 대량 생산하고 있음을 발견하고, 요카이는 히로와 베이맥스를 없애려 하지만 그들은 간신히 탈출한다. 요카이가 화재의 배후였다고 추론한 히로는 베이맥스를 방어용으로 무장시키고, 베이맥스가 연락한 히로의 친구들이 그들과 합류한다. 요카이는 거리를 가로질러 그룹을 추격하지만 베이맥스가 그들을 구한다. 프레드의 집에서 히로는 베이맥스를 업그레이드하고 그룹은 요카이에 맞서기 위해 각자의 발명품을 무장시킨다.
요카이가 쇼케이스에서 마이크로봇을 구매하려 했던 기술 거물 앨리스터 크레이라고 믿은 그룹은 그를 외딴 섬에 있는 버려진 크레이 테크 연구실로 추적한다. 그들은 연구실이 순간이동 연구에 사용되었지만, 시제품 포털이 불안정해져 시험 조종사를 가두면서 정부가 폐쇄했음을 발견한다. 그룹은 곧 요카이의 기습을 받지만, 그들은 간신히 그의 가면을 벗기고 그가 실제로는 캘러한이라는 것이 밝혀진다. 캘러한은 훔친 마이크로봇을 사용하여 폭발로부터 자신을 보호함으로써 사망을 위장한 것이었다.
타다시의 죽음에 대한 캘러한의 무관심에 분노한 히로는 베이맥스의 의료 칩을 제거하고 친구들의 반대에도 불구하고 캘러한을 죽이라고 명령한다. 베이맥스는 히로의 명령에 복종하고 허니 레몬이 그의 의료 칩을 다시 삽입하여 캘러한이 탈출하자 원래의 성격으로 돌아온다. 친구들의 행동에 배신감을 느낀 히로는 타다시에게 복수할 작정으로 베이맥스와 함께 날아간다. 집으로 돌아온 히로는 의료 칩을 다시 제거하려 하지만, 베이맥스는 히로의 무모함을 인식하고 그의 접근 포트를 잠근다. 베이맥스는 히로에게 자신의 개발 과정을 보여주며 타다시의 목표가 다른 사람들을 돕는 것이었음을 상기시킨다. 조사를 통해 그들과 나머지 그룹은 실종된 시험 조종사가 캘러한의 딸 애비게일이었음을 발견한다. 이제 크레이에게 복수할 준비가 된 캘러한은 자신의 회사 본부를 파괴하기 위해 순간이동 포털을 재활성화시키지만, 영웅들은 그를 물리치고 크레이를 구한다.
베이맥스는 애비게일이 포털 안에 여전히 살아있음을 감지한다. 크레이가 포털이 너무 불안정하다는 경고에도 불구하고 베이맥스와 히로는 포털에 들어가 정체 상태에 갇힌 애비게일을 발견한다. 베이맥스는 파편에 맞아 손상되고 히로는 그를 두고 갈 수밖에 없게 된다. 베이맥스는 자신의 로켓 주먹을 사용하여 히로와 애비게일을 포털 밖으로 밀어내고 포털은 파괴된다. 그 후, 깨어난 애비게일은 병원으로 옮겨지고, 딸이 구출된 것에 안도한 그녀의 아버지는 체포된다. 얼마 후, 히로는 친구들과 함께 연구소에서 근무를 시작한 후 로켓 주먹에 꽉 쥔 베이맥스의 의료 칩을 발견한다. 그는 베이맥스를 재건하고 그들과 친구들은 빅 히어로 6라는 첨단 슈퍼히어로 팀으로서 타다시를 대신하여 도시를 계속 보호한다.
쿠키 영상에서 프레드는 집 안에 있는 비밀 은신처를 우연히 발견하고 한때 슈퍼히어로였던 아버지와 재회한다.

## 제작 및 개봉
디즈니가 마블 엔터테인먼트를 인수한 후 CEO 밥 아이거의 권유로 디즈니는 마블이 보유한 작품들, 캐릭터들 중에서 각색할 수 있는 대상을 찾아보기 시작했다. 보다 자유로운 창작을 할 수 있도록 상대적으로 덜 알려진 작품을 찾아봤는데, 곰돌이 푸를 공동감독하던 돈 홀은 마블의 데이터베이스를 살펴보던 중 당시에는 그가 아직 몰랐던 빅 히어로 6를 발견하게 된다. 홀 감독은 "제목이 딱 마음에 들더라구요."(I just liked the title)라고도 언급했는데, 당시 그는 월드 디즈니 애니메이션 스튜디오에서 제작할 작품으로 빅 히어로 6를 포함한 5개의 컨셉을 제안했고 이 중 빅 히어로 6가 "심금을 울리는" 특이한 아이디어로 인정되어 그린라이트를 받으며 합격했다. 출연 캐릭터와 관련해서는 20세기 폭스와의 영상화 판권 문제 등 여러 사정상 90년대 시리즈에 등장했던 선파이어, 실버 사무라이는 볼 수 없을 것이라는 언론기사도 나왔다.
빅 히어로 6는 월드 디즈니 애니메이션 스튜디오의 주도로 제작됐으나 조 케사다, 제프 로브와 같은 마블측의 인물들도 제작과정에 어느 정도 참여했다. 마블에서 연재한 "드라큘라의 무덤"과 "프랑켄슈타인의 괴물"이 장편 애니메이션 영화 "어둠의 제왕 흡혈귀 드라큘라", "공포전설 괴기! 프랑켄슈타인"으로 각색됐을 때와 마찬가지로 외부 스튜디오에서 제작한 영상화 작품에 대해선 타이인 형식 등의 관련작은 보기 힘든 경우도 있는데, 이번 작품의 경우 마블에서도 자사의 연재작들 성향과 거리가 있는 애니판의 설정, 디자인을 그대로 사용한 것은 아니었지만 애니판 제작 뉴스 이후 《어메이징 스파이더맨》 연재분에 게스트 출연, 통합본 출간 등을 해주고 , 디즈니에서 주도하는 작품이니만큼 디즈니에서 내는 타이인 서적, 웹게임, 비디오 게임 및 디즈니 인피니티: 마블 슈퍼 히어로즈에서의 출연 등이 확정됐고, "베이맥스"라는 제목으로 개봉하는 일본에서 주간 소년 매거진에 연재된 본편 이전을 다룬 특별 에피소드를 무료로 인터넷 상에 공개하고, 이후 본편 내용을 매거진 스페셜에서 연재하는 중이다.
홀은 베이맥스를 독창적인 디자인의 로봇으로 그려내고 싶었는데, 이와 관련해 아티스트 리사 킨이 껴안고싶은 로봇으로 그리자는 아이디어를 냈다. 개발 초기 단계에서 홀과 디자인 팀은 카네기 멜론 대학교의 로봇 연구기관으로 견학을 가서, 팽창식 비닐을 이용한 "부드러운 로봇"이란 신규 영역을 개척해 의료용으로 활용하는 시험을 하는 연구원들을 만나고, 이 또한 베이맥스가 팽창한 비닐의 껴안을 수 있는 디자인이 되는 데 큰 영향을 주었다.
이 작품에는 애니메이터 90여 명이 투입되었고, 해당 프로젝트에 2년 이상 작업해온 인원들도 상당수이다. 스타일과 설정은 동서양의 문화를 합친 컨셉으로 만들어졌는데, 예를 들어 배경은 샌프란시스코와 도쿄에서 모티브를 따온 컨셉인 가상의 도시 '샌프란소쿄'이며, 이를 위해 보다 정밀한 디지털 가상제작 작업을 하기 위해 디즈니에선 실제 샌프란시스코 도시와 자치주의 세무서 자료를 구입했다. 이런 과정을 거쳐 이 작품에는 건물 8만 3천 개, 나무 26만 그루, 6개의 다른 스타일로 이루어진 거리의 등불 21만 5천 개, 탑승기기 10만 대를 지닌 가상도시를 만드는 작업이 이루어졌다.
소프트웨어 프로그램 "데니즌"을 이용해 도시를 구성하는 700명 이상의 독특한 캐릭터들을 만들고, "본자이"란 다른 프로그램을 통해 도시의 25만개의 나무를 만드는 작업을 하고, 새로운 렌더링 시스템 "하이페리온"을 통해 새로운 조명 표현을 가능하게 했는데, 예를 들면 베이맥스의 비닐 표면같은 반투명 물체를 통과해 빛나는 불빛 등을 가능하게 했다.
국내에선 2014년 7월 19일 일부 사전 신청 관객을 대상으로 빅 히어로 6의 미완성본 시사회가 진행되었다. 일본 풍의 작품이니만큼 왜색에 민감한 한국을 대상으로 시사회를 먼저 진행한 것으로 보인다. 감상자의 평에 따르면 "한국 정서에 맞지 않을 정도의 왜색은 없으며, 겨울왕국급의 감동적인 스토리라인을 가졌다"는 평도 받고, 현세대의 애니메이터들은 황금기의 일본 애니메이션을 보고 자라난 세대이기 때문에 제작 과정에서 일본 애니메이션에 대한 오마주를 많이 집어넣었는데 특히 히로는 기존 디즈니 풍 캐릭터 디자인에 일본 애니메이션의 특징을 깔끔하게 섞어냈다는 평. 국내에서 먼저 미완성본 시사회를 공개한 뒤 10월 23일 도쿄 국제영화제에서 관객 대상 시사회가, 11월 3일 엘 카피탄 극장에서 일반 대상 시사회가 진행되어 좋은 반응을 얻었다.

## 평가 및 흥행
2000년대 후반기부터 다시 상승세를 타기 시작한 월트 디즈니 애니메이션 스튜디오의 다른 작품들에 이어 평가가 상당히 좋은 편이다. 개봉 이후인 2014년 11월 기준으로 IMDB 평균 평점은 8.4점. 로튼토마토에선 평론가의 88%가 좋은 평가를 하여 Fresh(신선함) 등급은 물론 "Certified Fresh" 보증까지 추가로 받았으며, 19일 기준으로는 89%로 상승하고, 통상적으로 더욱 엄격한 평가를 받아 호평 비율이 내려가기 마련인 탑 크리틱 사이에서도 호평 비율이 줄어들지 않고, 오히려 88% 시절에는 탑 크리틱 사이에선 89%로 호평 비율이 상승하는 모습도 보였으며, 유저 팝콘 스코어 역시 94%가 마음에 들어하며 매우 좋은 평가를 받았다. 메타크리틱에서도 평균 평점 75점을 기록하여 평론가들 대다수로부터 호평을 받은 영역인 그린라이트 영역에 들어가고, 평 구성 역시 2014년 11월 기준으로 호평이 31개, 보통이란 평이 3개이며 안 좋은 평가는 하나도 없었다. 메타크리틱의 유저 평가 또한 10점 만점에 그린라이트 영역에 들어가는 8.0점으로 평이 꽤 좋은 편이다.
영국의 유력지 "더 가디언"의 평론가 조던 호프먼은 별 5개 만점에 3개를 매기며 예상 가는 줄거리와 의문이 가는 과학 묘사도 나오지만 베이맥스가 화면을 채우는 순간 모든 것이 용납된다고 흡족해하는 평가를 하였고, 다수의 평론가들이 활동하고, 별 4개 만점 시스템을 적용하는 공통점을 지닌 사이트들인 TV가이드닷컴의 페리 세이버트, 로저이버트닷컴의 수잔 우로즈냐 양쪽 다 별 4개 만점에 3개의 좋은 평가를 내리고, IGN 평론에서는 10점 만점에 8점으로 Great(대단한 작품) 등급의 높은 평가를 받고, 유저 평가는 그보다 더 높은 9점대인 Amazing(경이로운 작품) 등급의 평가를 받았으며, 뉴욕 데일리 뉴스에서도 별 5개 만점에 4개의 호평을 하고, BFCA는 100점 만점에 85점의 고득점을 기록해 CRITICS' CHOICE 작품으로 선정됐다.
시네마스코어닷컴, 리처드 로퍼 역시 이 작품을 A급으로 평가되고, 평가를 숫자화하길 원치 않는 "더 랩"의 "알론소 더랄드"는 수많은 슈퍼히어로 팀 탄생기 중 하나이지만, 이 작품에는 위트, 스타일, 그리고 인정이 있다고 호평했으며, 별 4점 시스템으로 유명했지만 평점을 표기 안 하는 평가 역시 종종 올리는 평론가 레너드 맬틴은 요령 있는 디즈니 스토리텔링, 활력 있는 액션과 눈을 충족시키는 풍경의 독특한 조합이라며 좋은 평가를 내렸다.
흥행에 있어선 동시기 개봉작 중 크리스토퍼 놀란의 대작으로 주목받고 있는 《인터스텔라》에 밀릴 것이라는 예상도 있었으나, 미국에서 같은 날에 개봉한 《인터스텔라》를 누르고 개봉 첫 주 박스오피스 1위를 달성했다. 첫 주 북미 박스오피스 흥행 성적은 5621만 달러. 개봉 첫 날인 금요일엔 《인터스텔라》보다 약간 적은 액수인 1580만 9천 달러를 벌어들이며 2위를 기록했으나 주말 동안 역전하여 1위를 수성했다. 그 뒤 평일에는 《인터스텔라》와 1, 2위를 주고받다가 11월 14일자로 해외성적도 추가되어 월드와이드 흥행성적이 1억 달러를 돌파하고, 11월 15일자로 북미성적만으로도 1억 달러를 돌파했다. 개봉 2주차 주말 박스오피스에서는 신작인 《덤 앤 더머 2》가 금요일에는 1위를 차지했으나, 그 뒤 토, 일요일에는 빅 히어로 6가 1위를 차지하였고, 《덤 앤 더머 2》가 주말 박스오피스 통합 순위 1위를 차지하며 올린 흥행 성적인 36,111,775 달러와 엇비슷한 34,662,707 달러를 기록하며 2위 자리(신작 제외 시 1위)를 지켜냈다.
베이맥스의 목소리를 담당한 배우 스콧 애드싯은 이 작품에 대해 "코미디에 모험을 섞은 감동적인 드라마다. 애니메이션 캐릭터에 이만큼 공감할 수 있도록 만든다는 게 놀랍다. 모두가 알다시피, 이건 전통적으로 디즈니가 잘하는 방식이다."라는 평가를 남겼다.

## 목소리 출연
| 배역                          | 원어판                 | 한국어판 |
| ----------------------------- | ---------------------- | -------- |
| 베이맥스                      | 스콧 애짓              | 홍범기   |
| 히로 아르마다 (히로 하마다)   | 라이언 포터            | 심규혁   |
| 테디 아르마다 (타다시 하마다) | 다니엘 헤니            | 신용우   |
| 프레드                        | T.J. 밀러              | 박성태   |
| 고고                          | 제이미 정              | 김영은   |
| 와사비                        | 데이몬 웨이언스 주니어 | 하성용   |
| 허니 레몬                     | 제네시스 로드리게스    | 이지현   |
| 칼라한 교수                   | 제임스 크롬웰          | 문관일   |
| 크레이                        | 알란 터딕              | 김정은   |
| 캐스 이모                     | 마야 루돌프            | 조현정   |
| 스탠 리                       | 스탠 리                | 박일     |
| 아비게일                      | 케이티 로스            | 배진홍   |

- 기타 배역 : 방성준, 양준건, 최낙윤, 김하영
- 한국어 제작 : Disney Character Voices International Inc.

## 기타
고고의 성우를 맡은 제이미 정은 이름에서 알 수 있다시피 한국계 미국인이며 한국계 미국인 배우 다니엘 헤니가 히로의 형 타다시 성우를 맡게되어 화제가 되기도 했다. 이로서 다니엘은 엑스맨 탄생: 울버린에 이어 두번째로 마블 영화에 출연하게 되었다.

## 논란

### 욱일기 및 왜색 논란
원작 만화 '빅히어로 6'에서 영감을 받아 제작한 이 영화는 국내 개봉을 앞두고 원작 만화에서 욱일기가 종종 등장하며 왜색이 심하다 하여일부에서 왜색 논란이 제기되고 있다. 이어 각종 온라인 커뮤니티 게시판 및 포털사이트 블로그 등에는 빅 히어로에 '욱일기'가 연상되는 컷들이 발견된다는 주장의 글들이 게시된 바 있다.
논란이 되고 있는 부분은 선 공개된 트레일러와 영화 스틸 컷으로, 주인공 '히로'가 형 '타다시'와 대화를 나누는 방 안 벽쪽에 걸려 있는 그림에 붉은색 사선들이 그려진 컷, 하늘에 떠 있는 태양으로부터 사선으로 빛이 퍼지는 컷 등이다. 문제점을 주장하는 측에선 이같은 영화 컷들이 욱일기를 연상시킨다고 주장하고 있다. 욱일기는 일본이 제2차 세계대전 당시 사용한 깃발로 일본 군국주의의 상징으로 여겨진다.
이와 관련해서 월트디즈니컴퍼니코리아의 홍보대행사 올댓시네마 측에서는 "영화에 욱일기는 등장하지 않으며 어떠한 욱일기 연상도 의도된 바 없다", "원작의 영향으로 욱일기를 연상하는 등 일부 오해가 있는 것으로 보이나 빅히어로는 디즈니가 마블 원작 만화에서 영감을 받았을 뿐 캐릭터를 새로 제작하고 내용에도 변화를 주는 등 원작 만화와는 여러모로 다르다"고 주장했다. 또한 왜색 논란에 대해서는 "영화 속 배경도 다국적 문화가 반영된 가상공간인 '샌프란소쿄'일 뿐"이라고 주장했다.

## 제공
- 수입/배급 : 월트 디즈니 컴퍼니 코리아(주)
- 제작 : 월트 디즈니 픽처스/월트 디즈니 애니메이션 스튜디오